# ويليام جي. بولارد
ويليام جي. بولارد (بالإنجليزية: William G. Pollard)‏ هو عالم أمريكي، ولد في 1911، وتوفي في 1989.